# Никольская церковь (Ныроб)
Храм Николая Чудотворца (Никольская церковь) — приходской православный храм в посёлке Ныроб Чердынского района Пермского края. Входит в состав Северного благочиния Соликамской епархии Русской православной церкви. Памятник градостроительства и архитектуры.

## Описание
Сооружена в стиле барокко в 1705 году. Никольская церковь была выстроена холодной, с трапезной и крыльцом-папертью. Храмовый четверик с пятигранной апсидой увенчан пятью главами. Отдельно стоящая колокольня появилась позже — только в 1736 году, утрачена в 1934 году. Всё здание украшено каменной резьбой. Стены храма были покрыты росписью по традиционной тематике — страдания Христа и сюжеты из Апокалипсиса, выполненные в 1722—1725 годах живописцем Михаилом Казариновым.
В храме находился и особо почитаемый резной образ Параскевы Пятницы XVII века с предстоящими мученицами Екатериной и Варварой. Этот шедевр деревянной скульптуры хранится в настоящее время в Пермской художественной галерее.

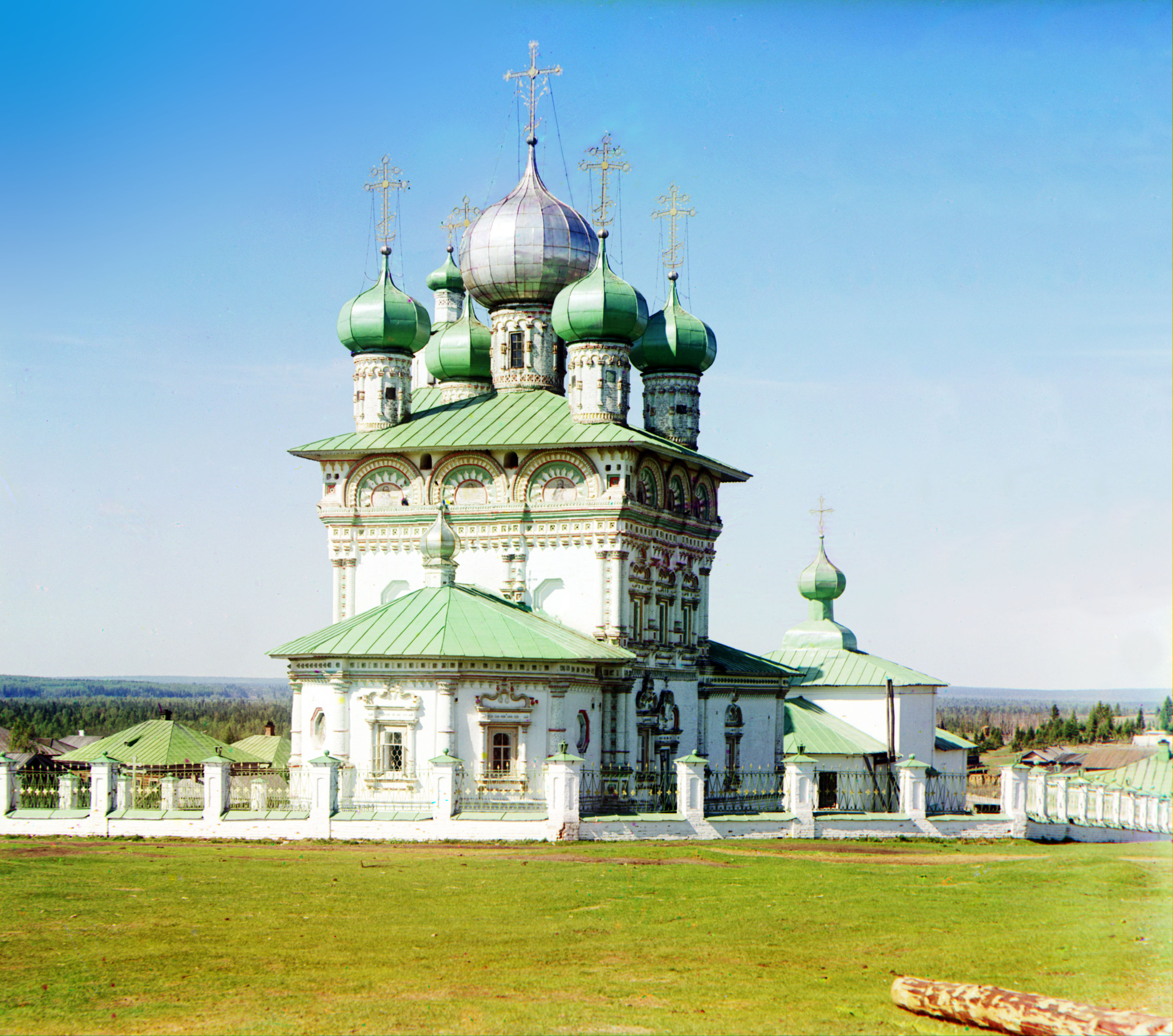
1913 год. Фото Сергея Прокудина-Горского
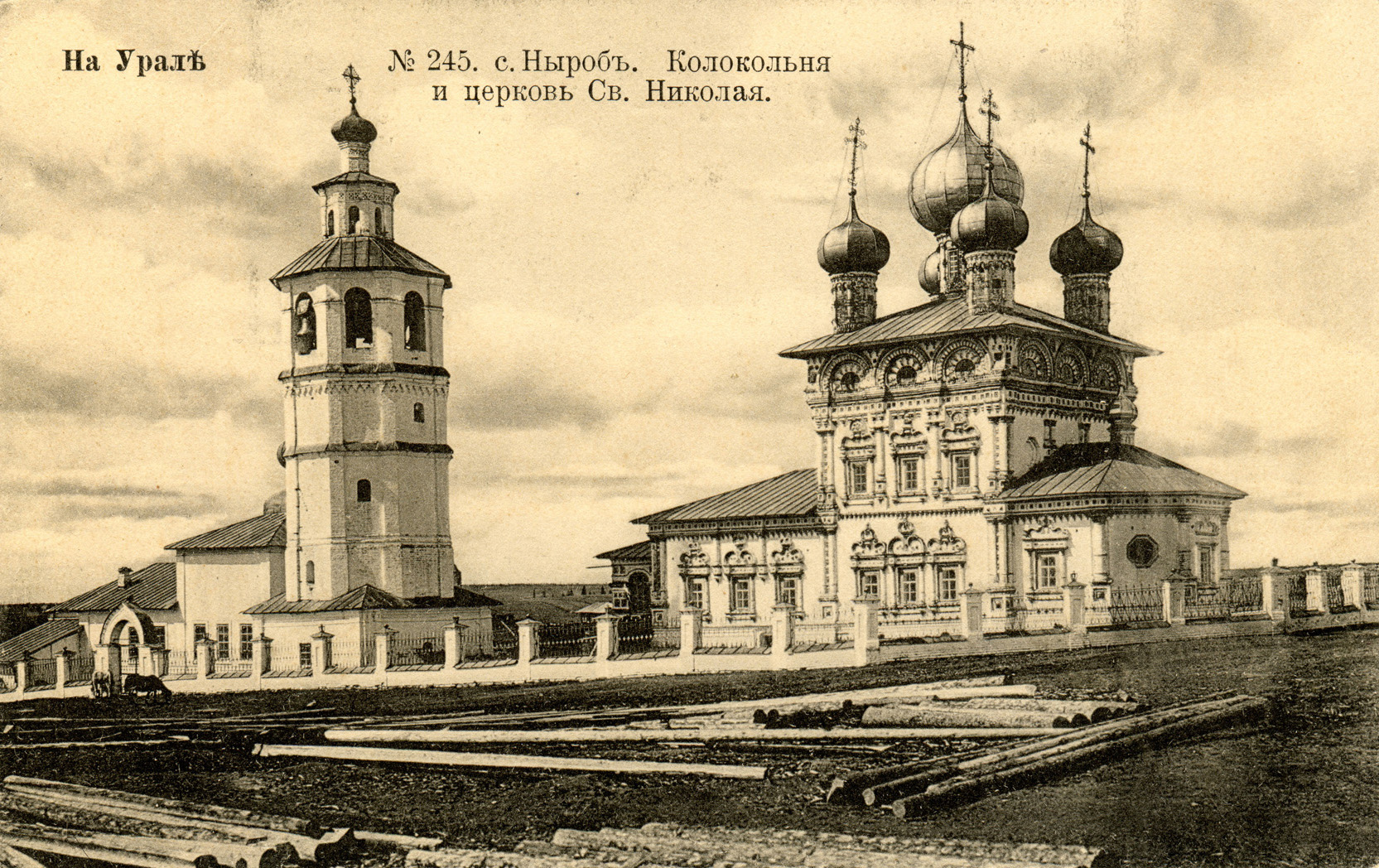
Фото Вениамина Метенкова
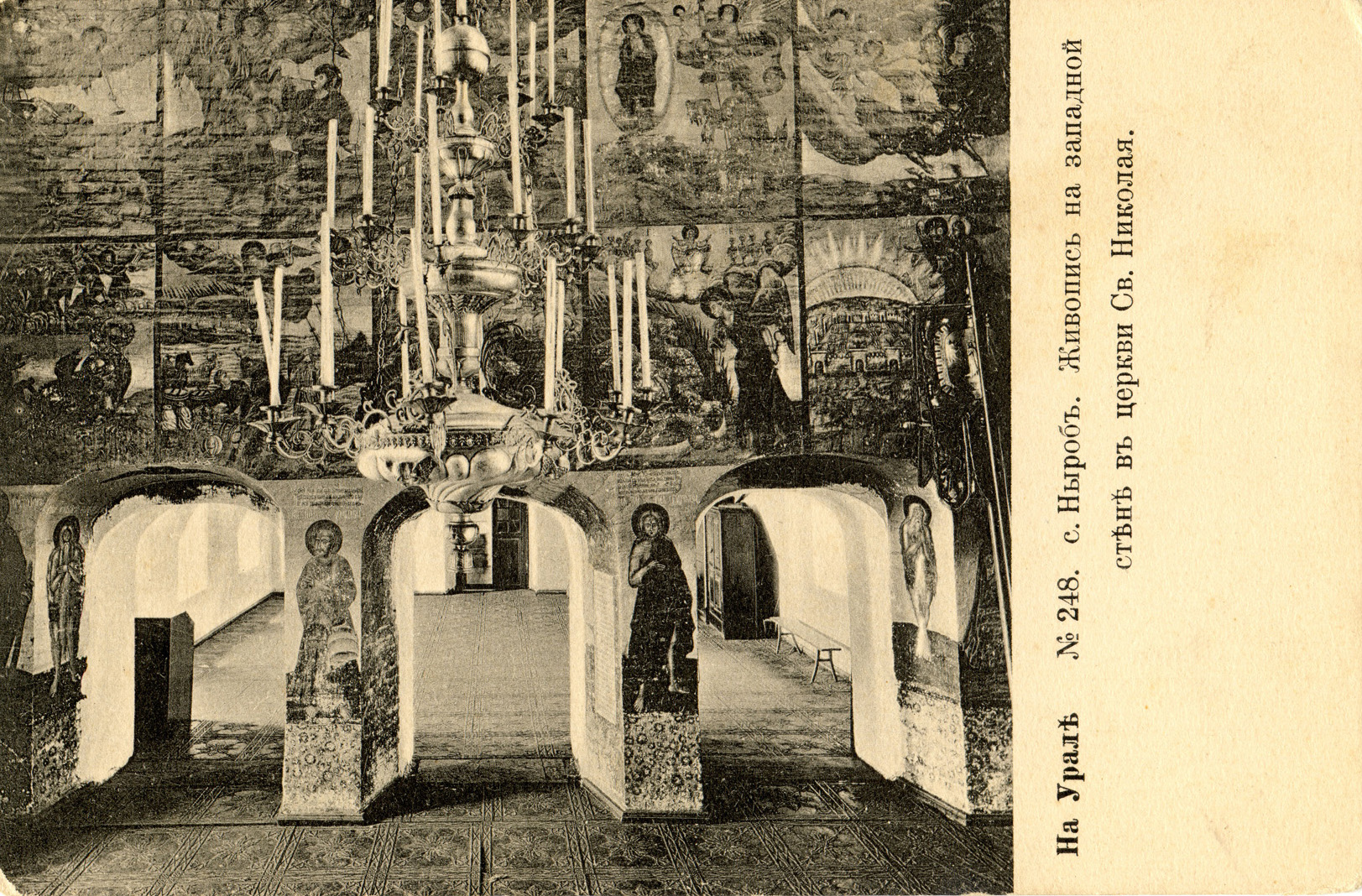
Роспись западной стены. Фото Метенкова
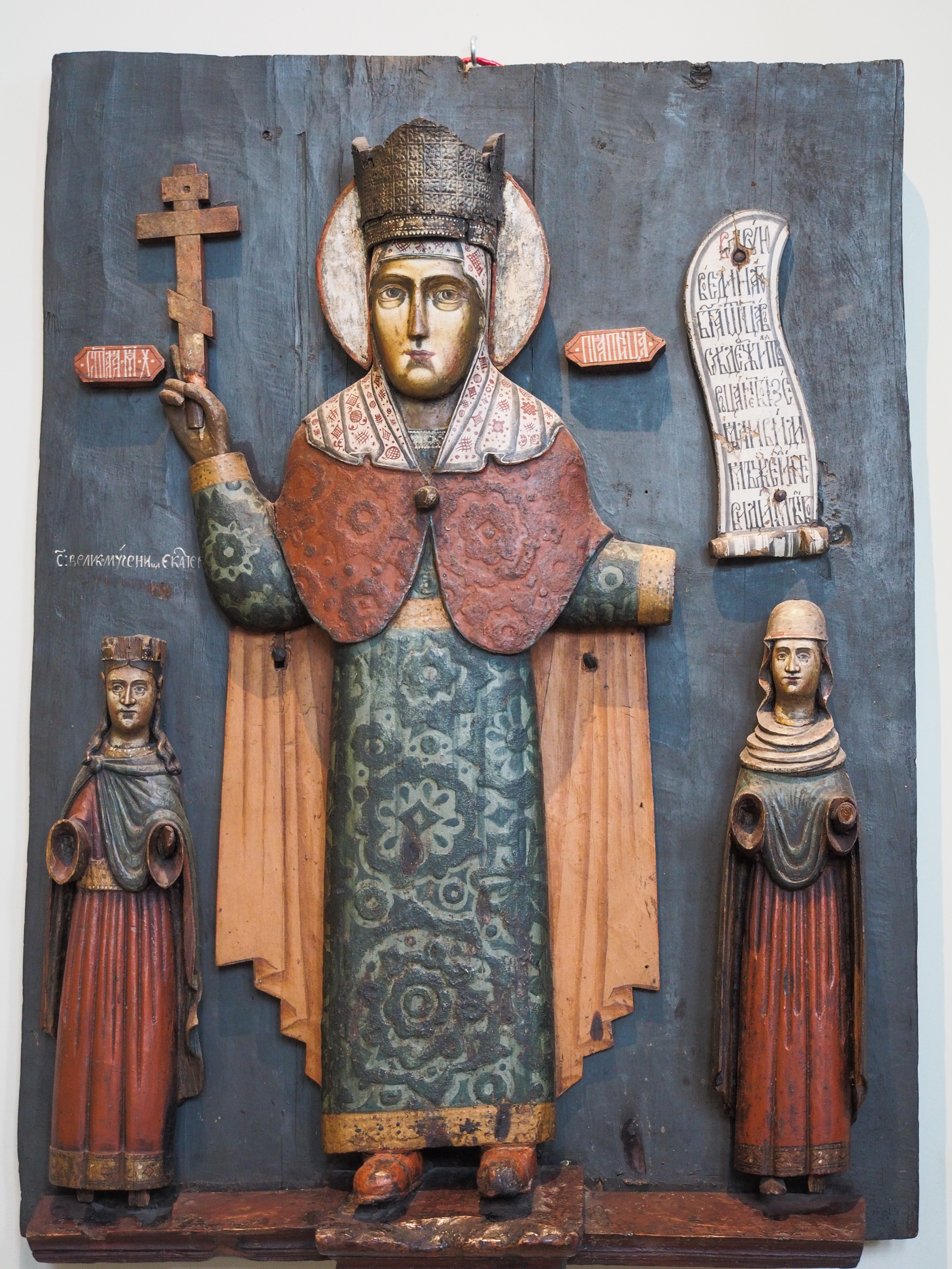
Параскева Пятница с Екатериной и Варварой. Деревянная полихромная скульптура XVII века из храма в Ныробе. Пермская художественная галерея